# Eremophila papillata
Eremophila papillata är en flenörtsväxtart som beskrevs av Chinnock. Eremophila papillata ingår i släktet Eremophila och familjen flenörtsväxter. Inga underarter finns listade i Catalogue of Life.